# Super Bowl XX
Match précédent Match suivant
Le Super Bowl XX est l'ultime rencontre de football américain de la saison 1985 de la NFL. Le match a eu lieu le 26 janvier 1986 au Superdome de La Nouvelle-Orléans, Louisiane.
Wynton Marsalis y chante l'hymne national américain.
Les Bears de Chicago remportent le cinquième trophée Vince-Lombardi de leur histoire en s'imposant 46 à 10 face aux Patriots de la Nouvelle-Angleterre.
Richard Dent est désigné meilleur joueur du match.
C'est le seul Supe Bowl joué et remporté par  Walter Payton, running back des Bears, considéré comme l'un des plus grands joueurs de l'histoire du football américain.

## Déroulement du match
| Score       | Q1 | Q2 | Q3 | Q4 | Total |
| Chicago     | 13 | 10 | 21 | 2  | 46    |
| New England | 3  | 0  | 0  | 7  | 10    |